# Лаупаська сільська рада
Ла́упаська сільська рада (ест. Laupa külanõukogu, рос. Лаупаский сельский совет) — сільська рада в Естонській РСР, адміністративно-територіальна одиниця в складі повіту Ярвамаа (1945—1950), Тюріського району (1950—1959) та Пайдеського району (1959—1960).

## Населені пункти
Адміністративний центр — село Лаупа (Laupa küla), що розташовувалося на відстані 7,6 км на південь від міста Тюрі.
Сільській раді підпорядковувалися поселення Лаупа (Laupa asundus) та села: Арукюла (Aruküla), Пийква (Põikva), Піккметса (Pikkmetsa), Віліта (Vilita), Ілласааре (Illasaare), Аністе (Енністе) (Aniste (Änniste), Яндья (Jändja).

## Землекористування
1954 року в межах території сільради землями користувалися колгоспи ім. Кірова, «Леек» («Полум'я», «Leek») та «Юрієе» («Юрієва ніч», «Jüriöö»).

## Історія
8 серпня 1945 року на території волості Сяревере в Ярваському повіті утворена Лаупаська сільська рада з центром у поселенні Лаупа. 
26 вересня 1950 року, після скасування в Естонській РСР повітового та волосного поділу, сільська рада ввійшла до складу новоутвореного Тюріського сільського району.
24 січня 1959 року сільрада приєднана до Пайдеського району після скасування Тюріського району.
3 вересня 1960 року Лаупаська сільська рада ліквідована. Її територія склала південну частину Тюріської сільської ради.